# Carl David Anderson

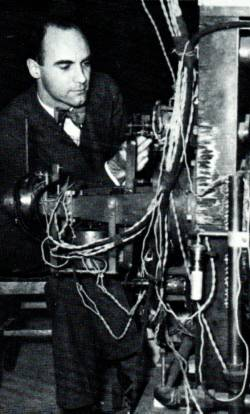
Carl David Anderson en LBNL, 1937

Carl David Anderson (Nueva York, 3 de septiembre de 1905-San Marino, California, 11 de enero de 1991) fue un físico estadounidense. Reconocido por su descubrimiento del positrón en 1932 y del muon en 1936.
Estudió en el Instituto de Tecnología de California, donde obtuvo el doctorado en 1930. Posteriormente, en 1939, fue catedrático del departamento de Física en dicha Universidad.
Pronto destacó por sus trabajos de investigación sobre los fotoelectrones producidos por rayos X, la radiación cósmica (en colaboración con Robert Andrews Millikan), los rayos gamma y la radiactividad inducida. Fotografiando los rastros de rayos cósmicos en la cámara de ionización, descubrió en 1932 una partícula que bautizó con el nombre de positrón, llamada también electrón positivo por tener la misma carga positiva que un protón y la misma masa que un electrón, y cuya existencia había sido predicha unos años antes por Paul Dirac.
En 1938 descubrió otra importante partícula elemental relacionada con los rayos cósmicos, el mesón (llamado ahora mesón ý), previsto ya por Hideki Yukawa en 1935. En 1950 aportó pruebas de la existencia de partículas V cargadas y neutras.
Por su descubrimiento del positrón se le otorgó el Premio Nobel de Física en 1936, compartido con Victor Franz Hess.

## Literatura
- carl david Anderson, richard j. Weiss. 1999. The discovery of anti-matter - the autobiography of Carl David Anderson, the youngest man to win the Nobel prize. World Scientific, Singapur, ISBN 981-02-3680-8

- C.D. Anderson (1933). «The Positive Electron». Physical Review 43 (6): 491. Bibcode:1933PhRv...43..491A. doi:10.1103/PhysRev.43.491.
- C.D. Anderson (1932). «The Apparent Existence of Easily Deflectable Positives». Science 76 (1967): 238-9. Bibcode:1932Sci....76..238A. PMID 17731542. doi:10.1126/science.76.1967.238.